# Ruckergasse
Die Ruckergasse ist ein Straßenzug im 12. Wiener Gemeindebezirk, Meidling. Sie ist seit 1866 nach dem Baumeister und Gemeinderat von Untermeidling Josef Rucker (1826–1898) benannt.

## Verlauf und Charakteristik

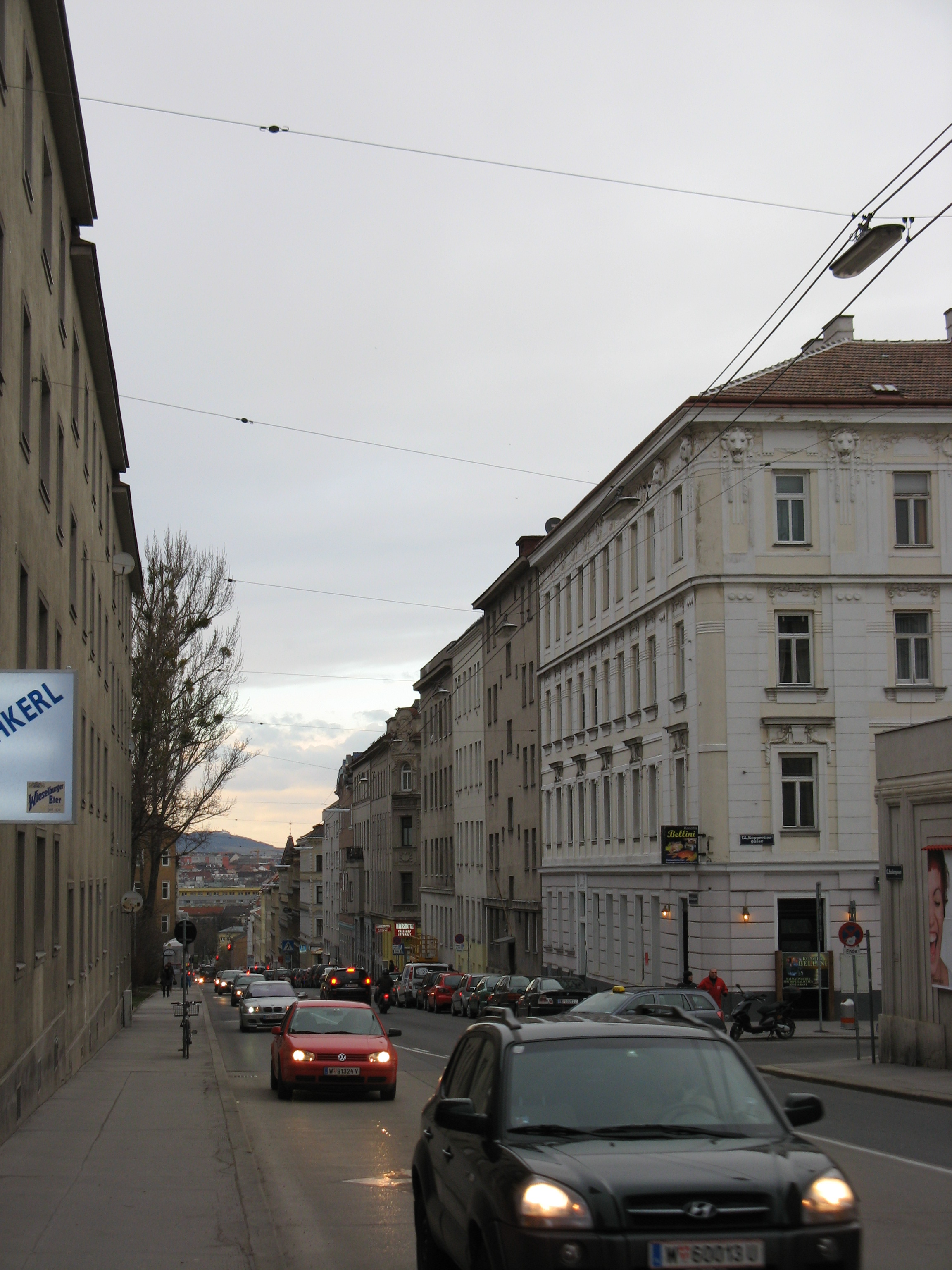
Die Ruckergasse nach Norden

Die Ruckergasse verläuft von der Schönbrunner Straße im Norden (Wiental, Linke Wienzeile (B 1), U-Bahn-Station Meidling Hauptstraße) steil ansteigend zur Edelsinnstraße bzw. zur Wienerbergbrücke über die Südbahn am Wienerberg. Sie verläuft westlich und parallel zur Meidlinger Hauptstraße. Obwohl pro Fahrtrichtung nur einer Fahrspur zur Verfügung steht, ist die Gasse, vor allem seit die Meidlinger Hauptstraße Fußgängerzone ist, vom Durchzugsverkehr stark frequentiert, da man hier vom Wiental zur Breitenfurter Straße (B 12, Richtung Süden) und zur Wienerbergstraße (B 225, Richtung Osten) gelangen kann.
Die Ruckergasse wird auf voller Länge von der Autobuslinie 7A befahren, bis zur Ratschkygasse auch von der Autobuslinie 9A, während in der Schönbrunner Straße die Linien 10A und 63A und im Süden in der Hohenbergstraße die Linie 8A quert.
Die Gasse ist hauptsächlich von Wohnhäusern gesäumt. Dazu kommen das Areal des Theresienbades, Schulen (zwischen Pohlgasse und Ratschkygasse) und am südlichen Gassenende eine Kaserne. Die Häuser stammen überwiegend aus der Zeit um 1900, vor allem südlich der Spittelbreitengasse aus der Zeit nach 1945.

## Bemerkenswerte Gebäude
(Die Nummerierung beginnt im Norden der Gasse. Häuser mit geraden Nummern befinden sich an der westlichen, mit ungeraden Nummern an der östlichen Straßenseite.)

### Theresienbad und Nr. 12
Im nördlichsten Abschnitt befinden sich an der östlichen Straßenseite die Grünanlagen des Theresienbades mit einer Liegewiese. Im Theresienbad-Park wurde 1893 ein Gedenkstein für den Bienenzüchter Johann Markus Freiherr von Ehrenfels errichtet. Auf Nr. 12, an der westlichen Straßenseite, ist gegenüber dem Bad ein Gebetsraum der Glaubensgemeinschaft der Sikhs untergebracht. Um die Ecke befindet sich das Bundesrealgymnasium Rosasgasse.

### Christine-Busta-Park
An der östlichen Straßenseite schließt der Christine-Busta-Park südlich jenseits der Füchselhofgasse an das Theresienbad an. Der Park wurde früher im Volksmund Füchselhofpark genannt, da sich hier einst von der Meidlinger Hauptstraße im Osten bis zur Ruckergasse das Grundstück des 1903 demolierten Füchselhofes befand.
Westseitig stehen hier strenghistoristische Zinshäuser vom Ende des 19. Jahrhunderts.

### Nr. 20: Friedrich Sacher
Im Haus Nummer 20 wohnte von 1934 bis 1982 der Schriftsteller Friedrich Sacher. Am Haus befindet sich eine Gedenktafel.

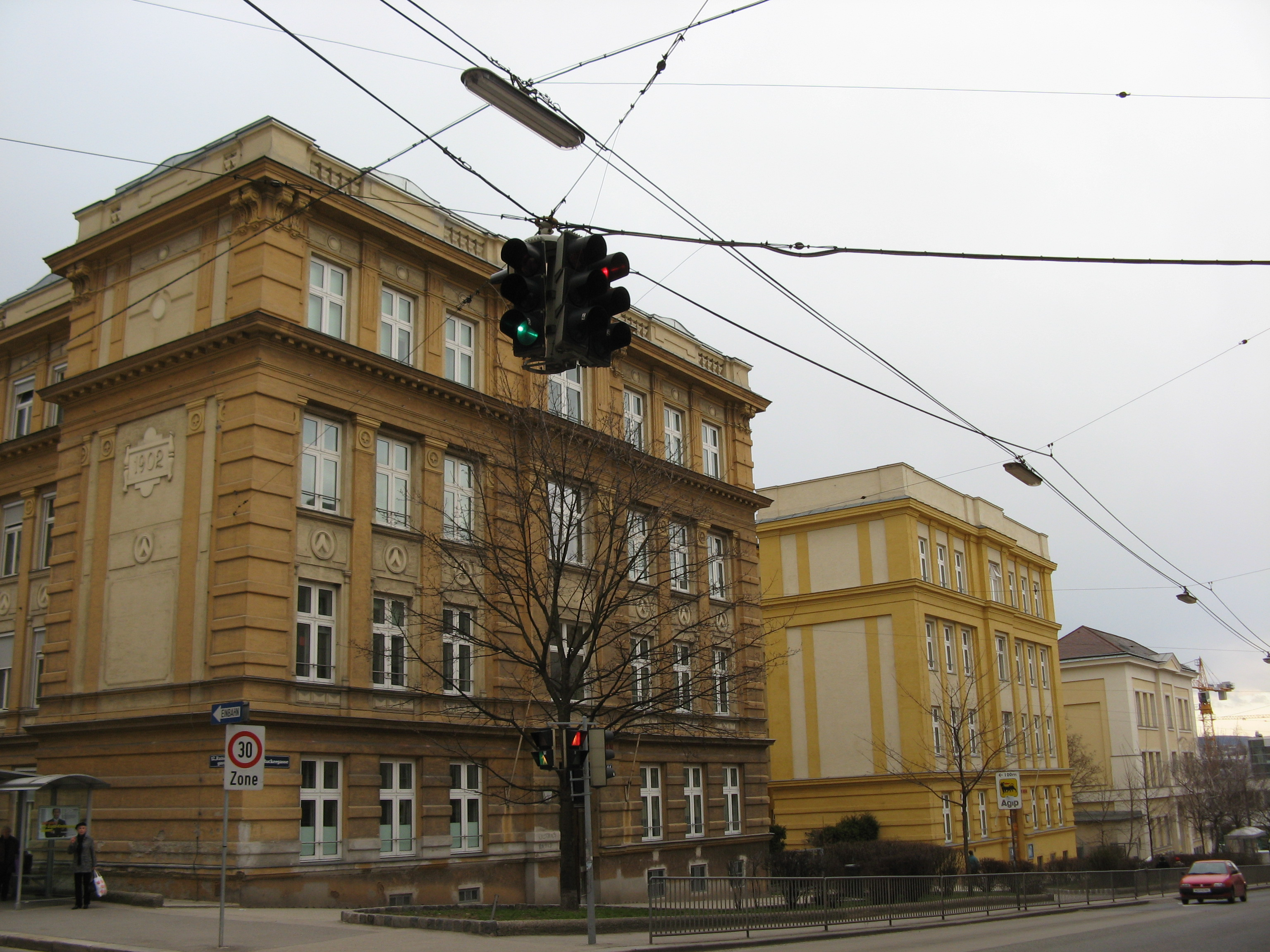
Ruckergasse 44, 42 und 40

### Nr. 40: Öffentliches Gebäude
1890 wurde vom Bauamt der Gemeinde Untermeidling an der Ecke zur Pohlgasse dieses blockhafte öffentliche Gebäude errichtet, das ein Sozialamt und später die SPÖ-Bezirksorganisation beherbergte. Im gleichen Häuserblock befand sich in der zur Ruckergasse parallelen Singrienergasse in einem ehemaligen Schulgebäude 1955 das erste Fernsehstudio Österreichs (siehe: ORF).

### Nr. 44: Schule der Stadt Wien
Die Schule der Stadt Wien wurde 1901 / 1902 vom Wiener Stadtbauamt errichtet und 1961 umgestaltet. Es handelt sich um einen kubischen Baublock mit gestaffelten Seitenfronten.

### Nr. 54–58: Städtische Wohnhausanlage
Diese Wohnhausanlage der Stadt Wien wurde 1953/54 von Karl Hauschka, Herbert Prehsler, Karl Molnar und Bruno Buzek errichtet. Mehrere Baublöcke wurden durch Grünanlagen voneinander getrennt. Sie erstrecken sich zwischen  Ruckergasse und Aichholzgasse. An den Schmalseiten zur Ruckergasse befinden sich großformatige Mosaikbilder, die die vier Jahreszeiten darstellen. Es handelt sich um Frühling von Susanne Peschke-Schmutzer, Sommer von Mutz Stanek, Herbst von Ilse Pompe und Winter von Hilde Prinz. In der Anlage steht eine Kunststeinplastik Mann mit Kalb (1963) von Gabriele Waldert. Bis 1953 befand sich an diesem Ort das Schlachthaus Meidling.

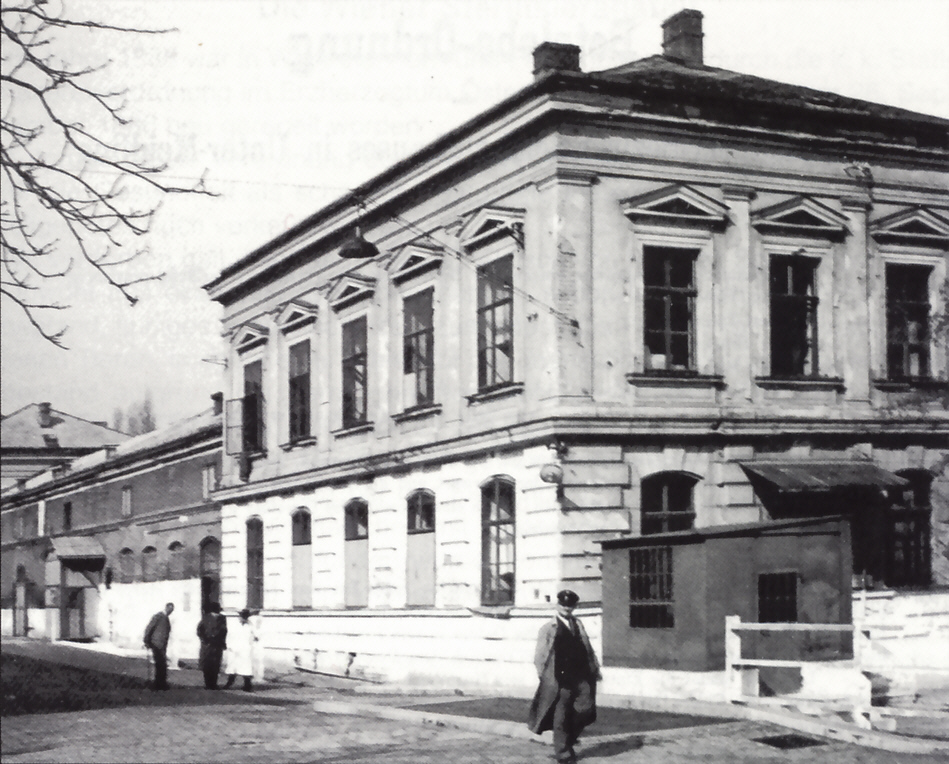
Das ehemalige Schlachthaus Meidling
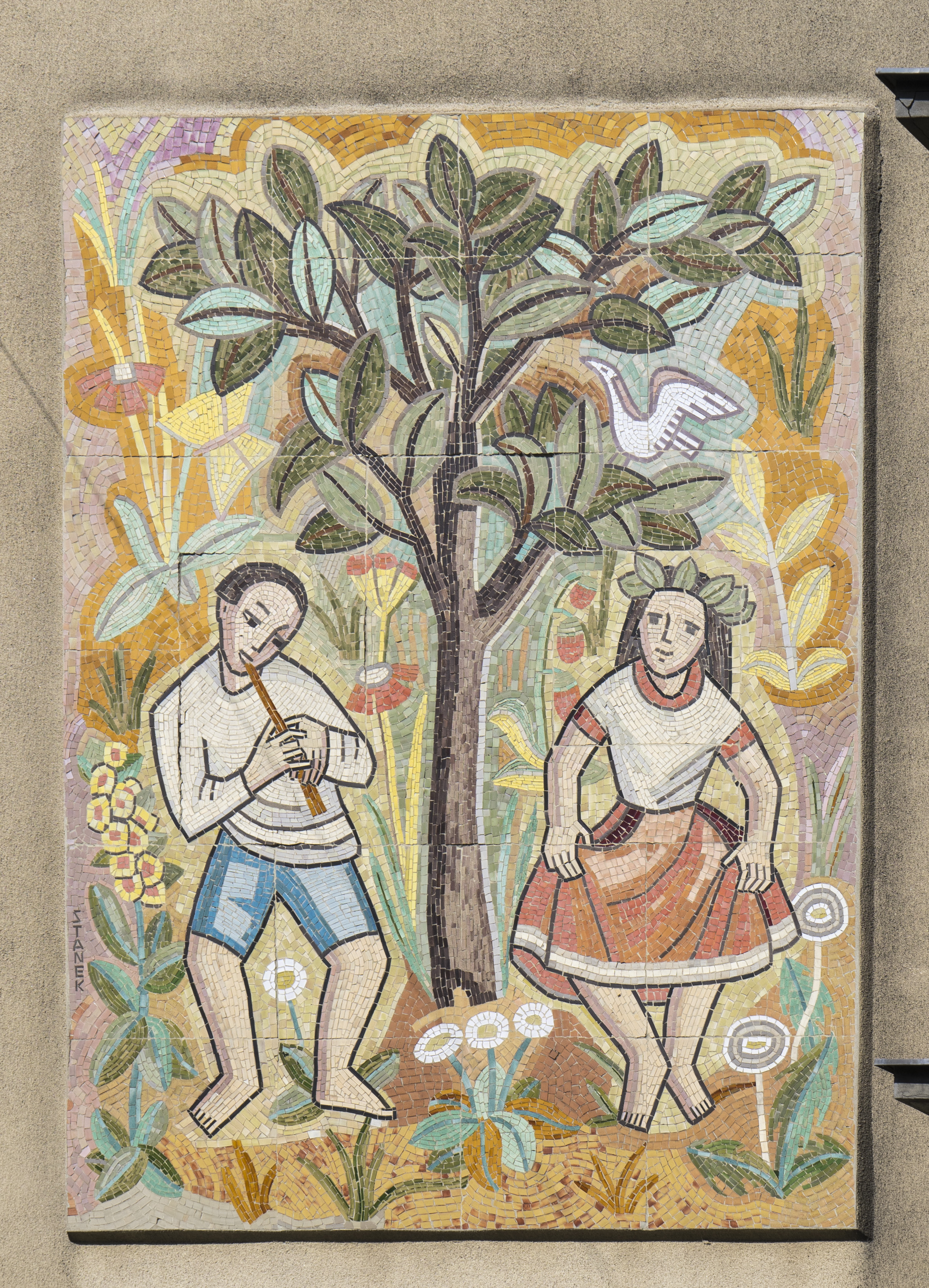
Mosaik "Sommer" (1953) von Mutz Stanek
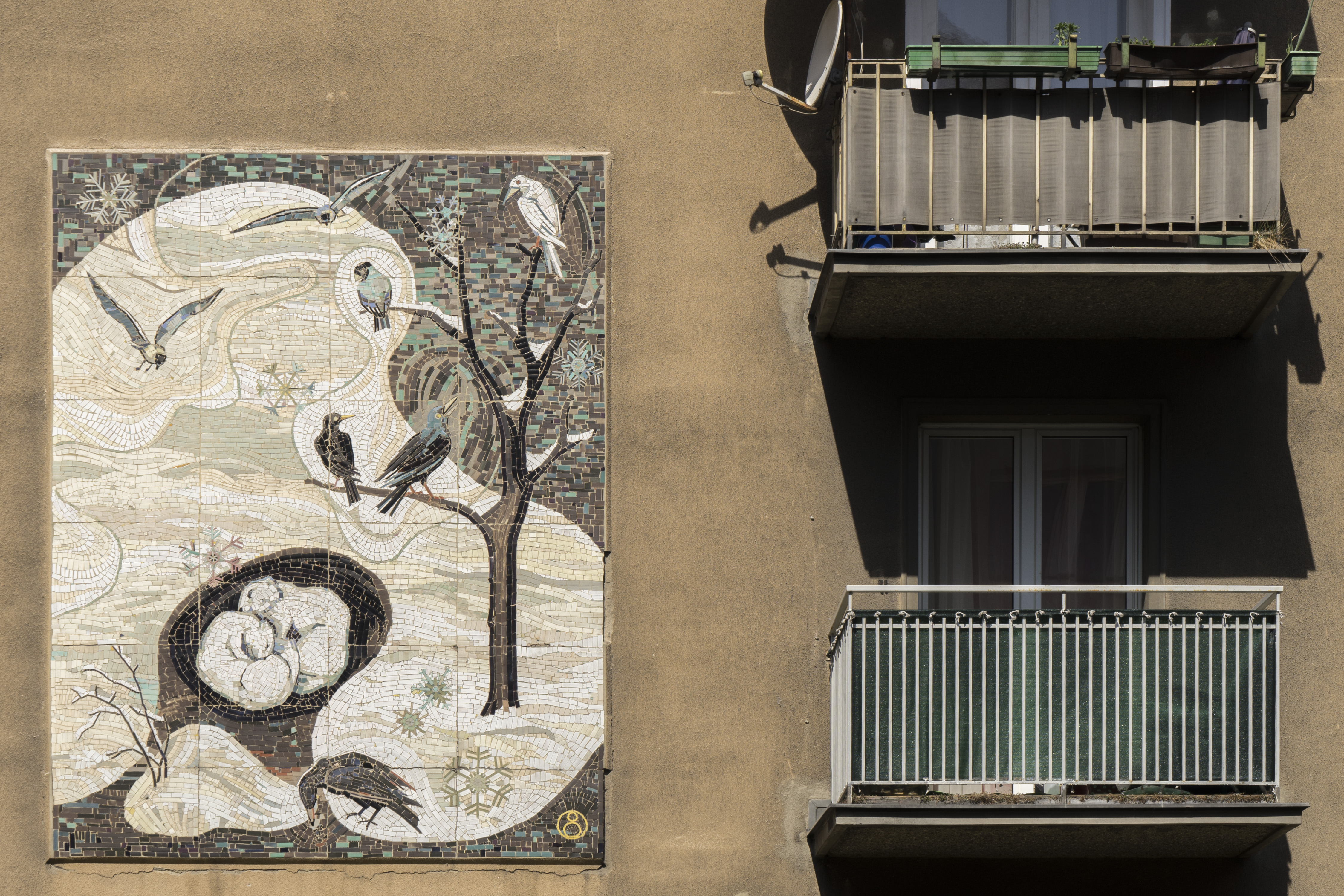
Mosaik "Winter" (1953) von Hilde Prinz
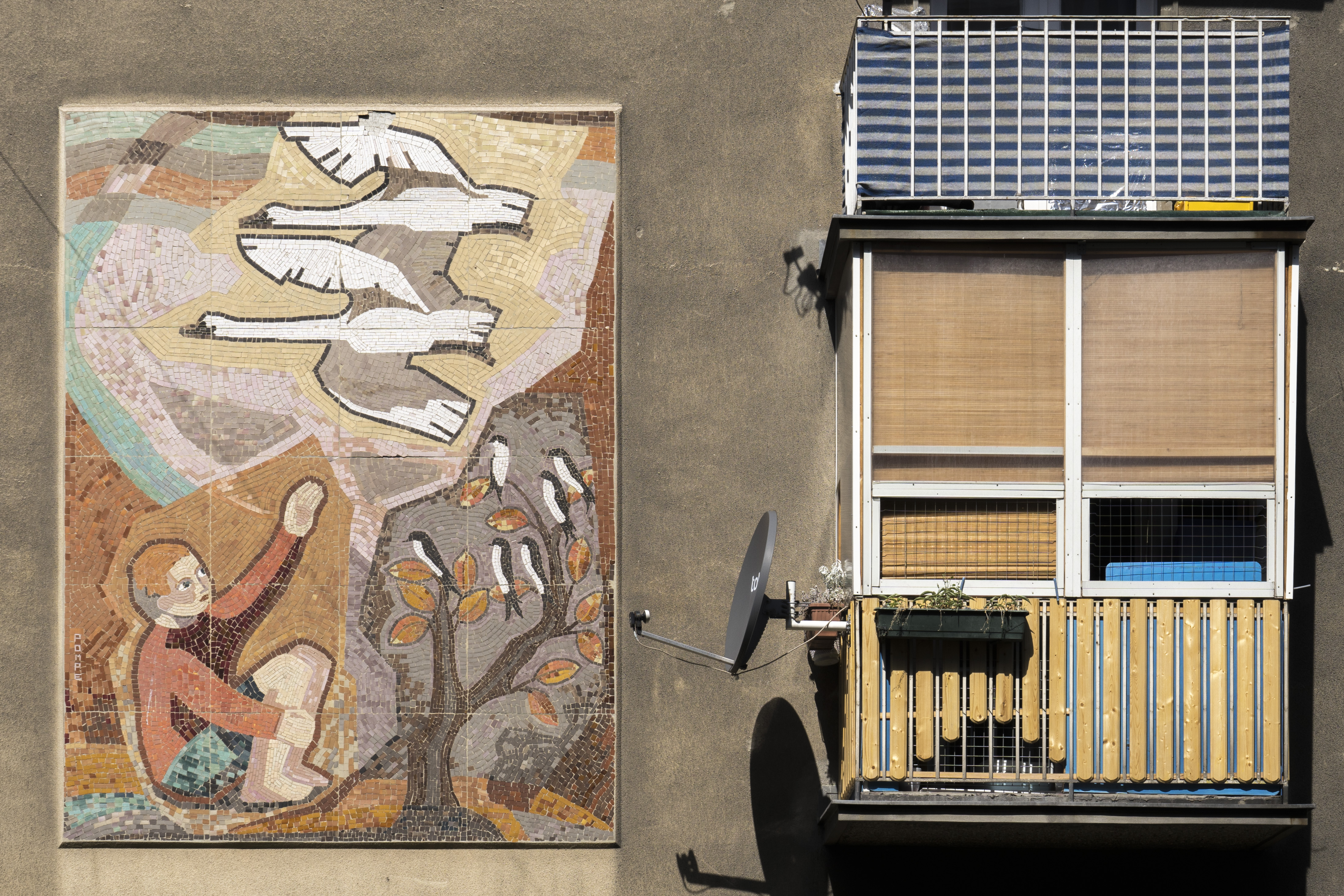
Mosaik "Herbst" (1953) von Hilde Pompe
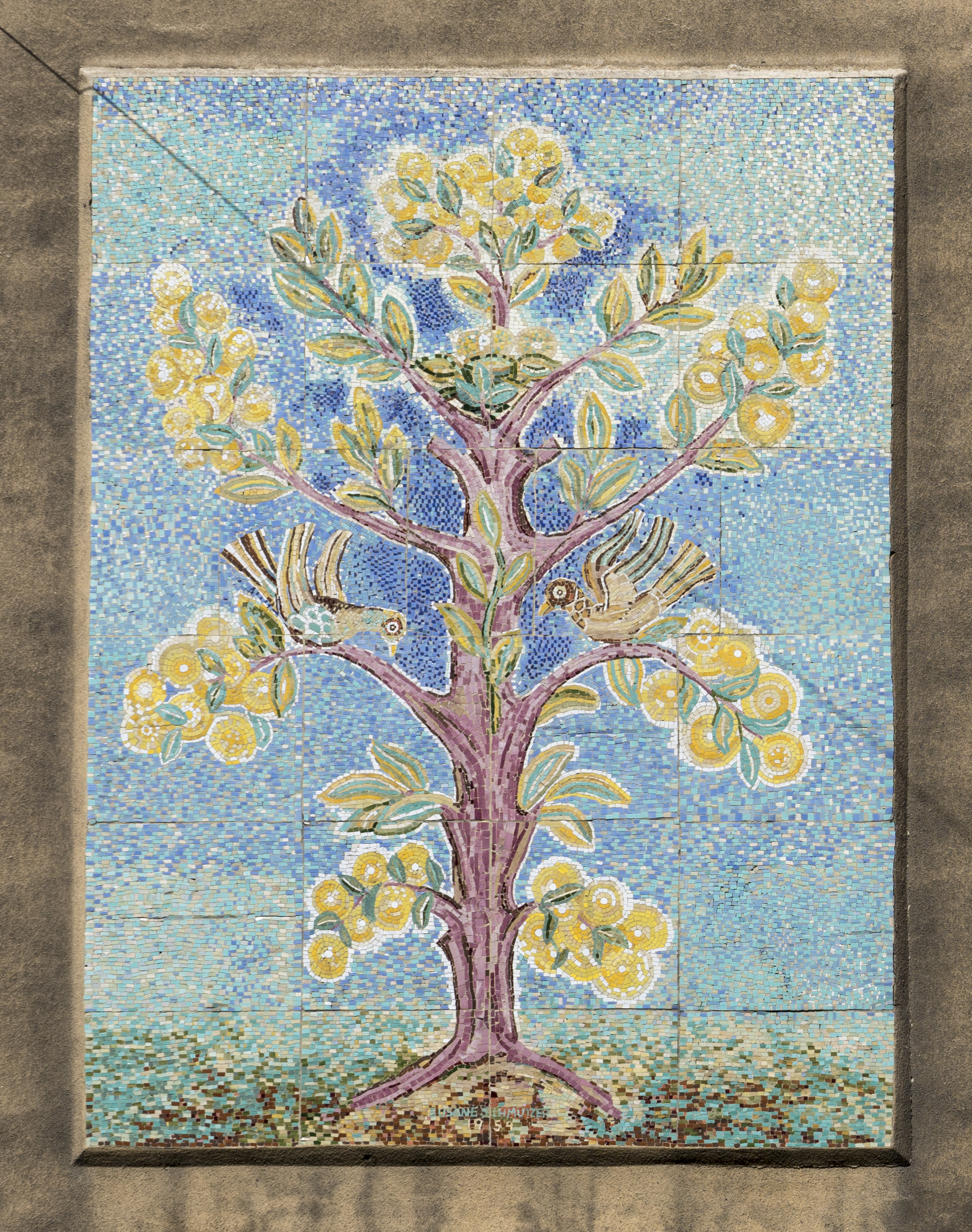
Mosaik "Frühling" (1953) von Susanne Peschke-Schmutzer
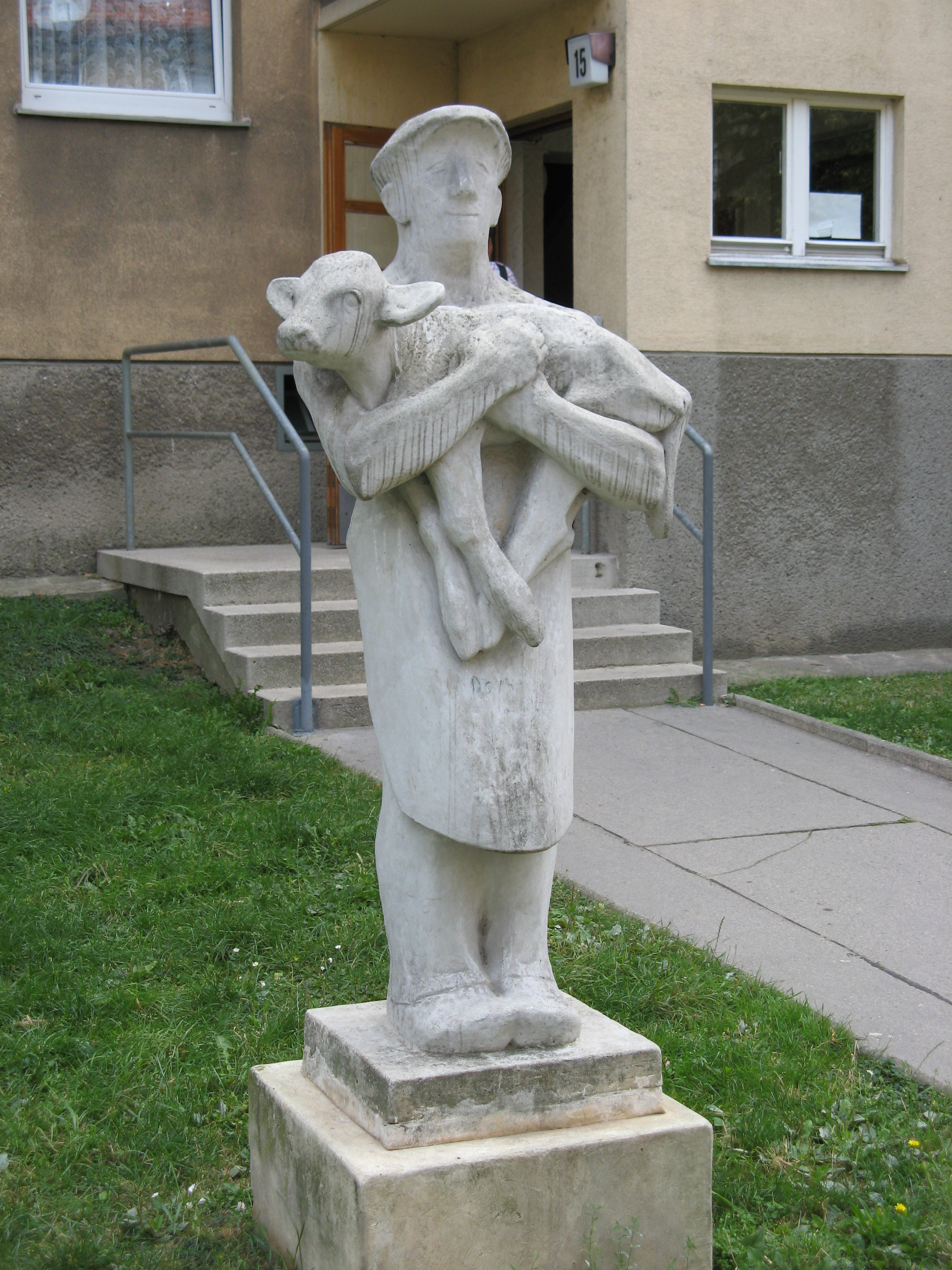
"Mann mit Kalb" (1963) von Gabriele Waldert
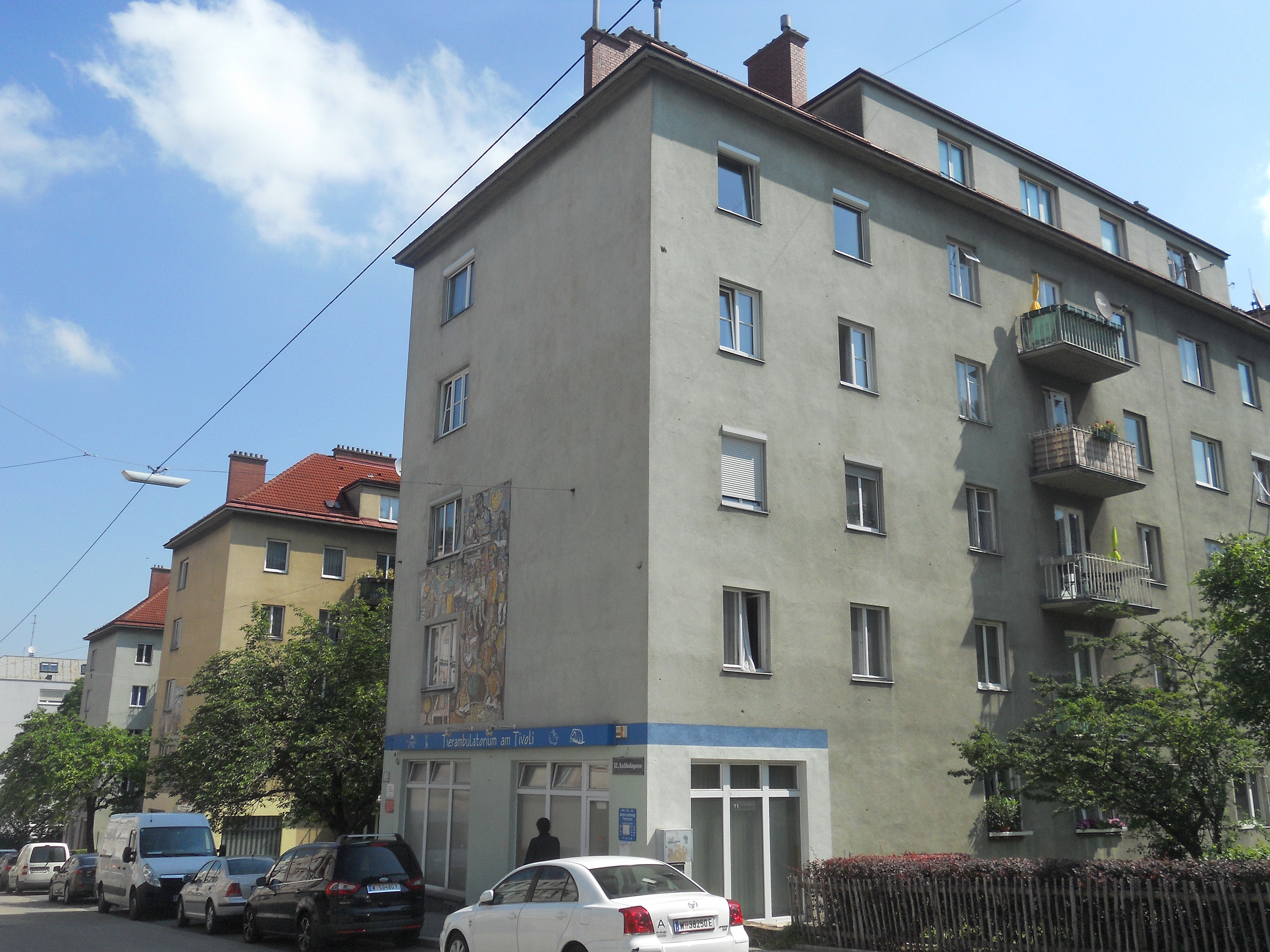
Die Wohnhausanlage an der Aichholzgasse
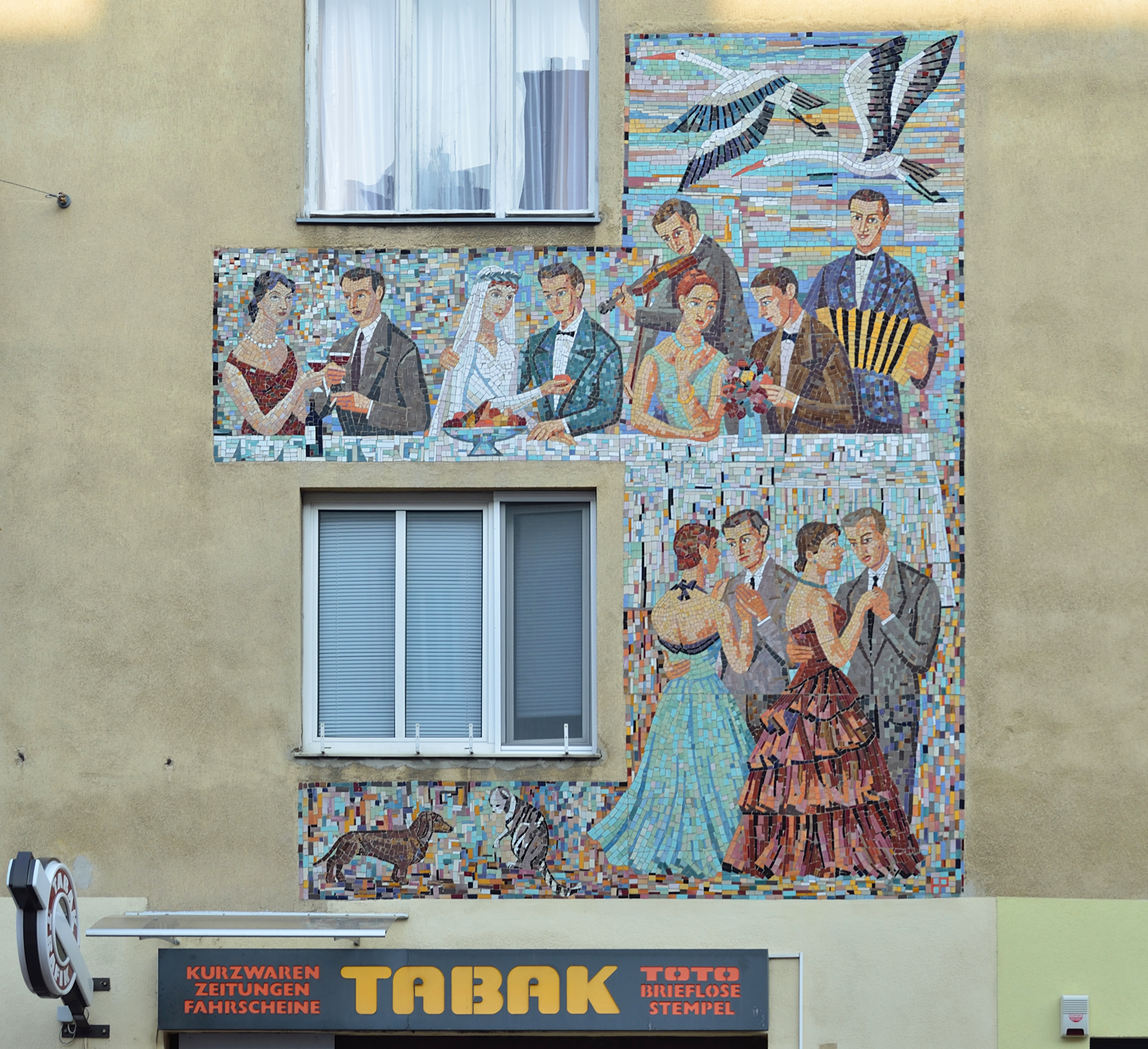
Mosaik "Hochzeit" von Heribert Potuznik
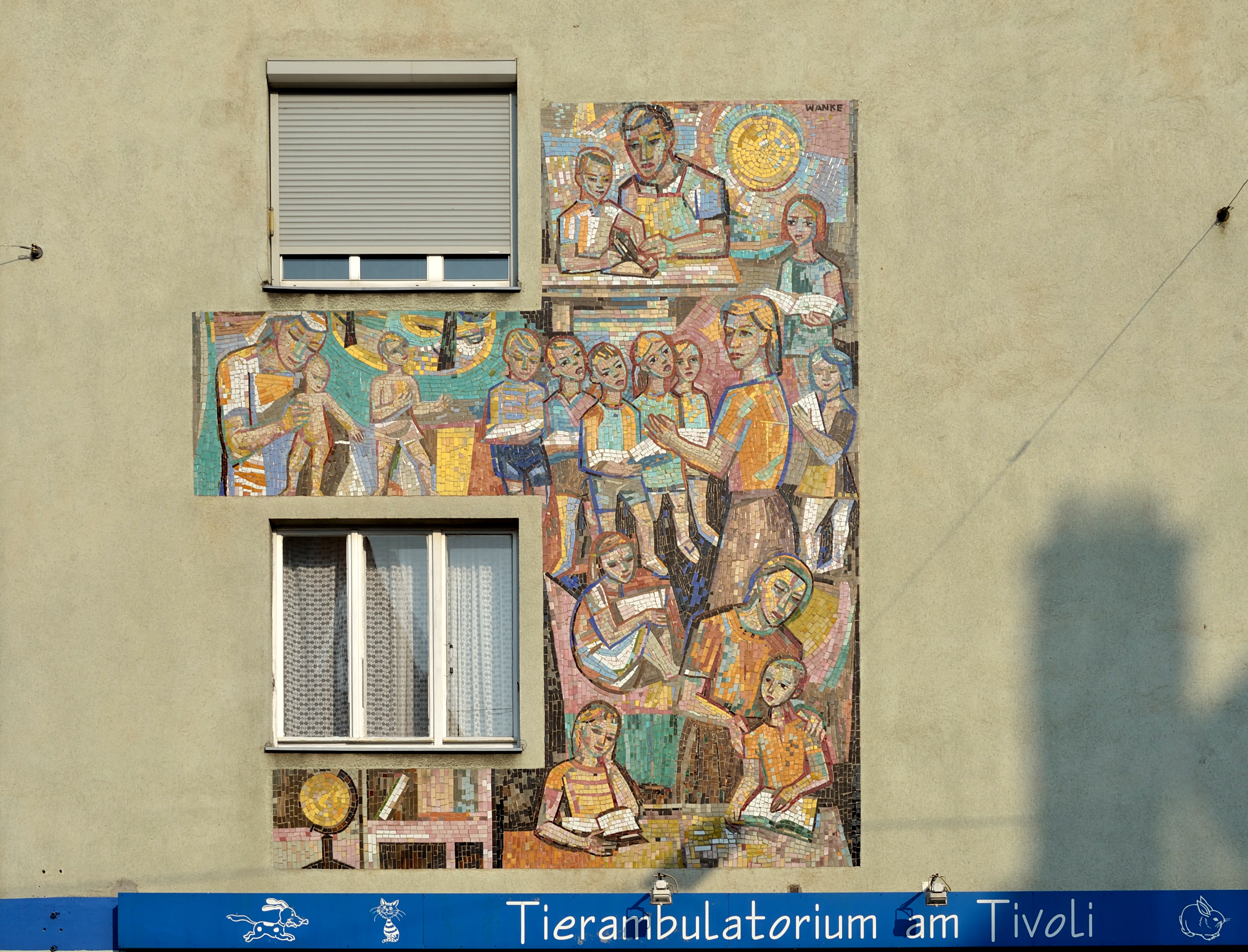
Mosaik "Lernende Kinder" von Johannes Wanke

### Nr. 62: Ehemalige Meidlinger Trainkaserne
Die Meidlinger Trainkaserne wurde 1904–1906 im Zuge der groß angelegten Kasernentransaktion durch die Architekten Rudolf Tropsch und Hans Prutscher als Ersatz für die Trainkasernen in der Ungargasse und der Favoritenstraße (Holzhofkaserne) errichtet. Vor ihrem Eingang mit secessionistischem Dekor befinden sich zwei monumentale Plastiken, die Rossebändiger darstellen. Das Areal reicht im Westen, die Hohenbergstraße und die Edelsinnstraße entlang, bis zur Schwenkgasse.
Hier war im östlichen Kasernenteil an der Ruckergasse das Landesgendarmerie-Kommando für Niederösterreich untergebracht; seit der Fusion von Polizei und Gendarmerie 2005 handelt es sich um eine Polizeikaserne. Der westliche Teil wird vom Bundesheer genutzt.

### Nr. 73: Ehem. Straßenbahnremise
Die Rückseite der ehemaligen Straßenbahnremise Koppreitergasse der Wiener Linien, die 1914–1977 in Betrieb stand, zeigt zur Ruckergasse. Das Areal ist nach wie vor im Besitz des Unternehmens. Friedrich Achleitner bezeichnet die Remise von Otto Wagner-Schüler Architekt Rolf Geyling als eine der „geschlossensten und schönsten Anlagen ihrer Art.“

### Galerie

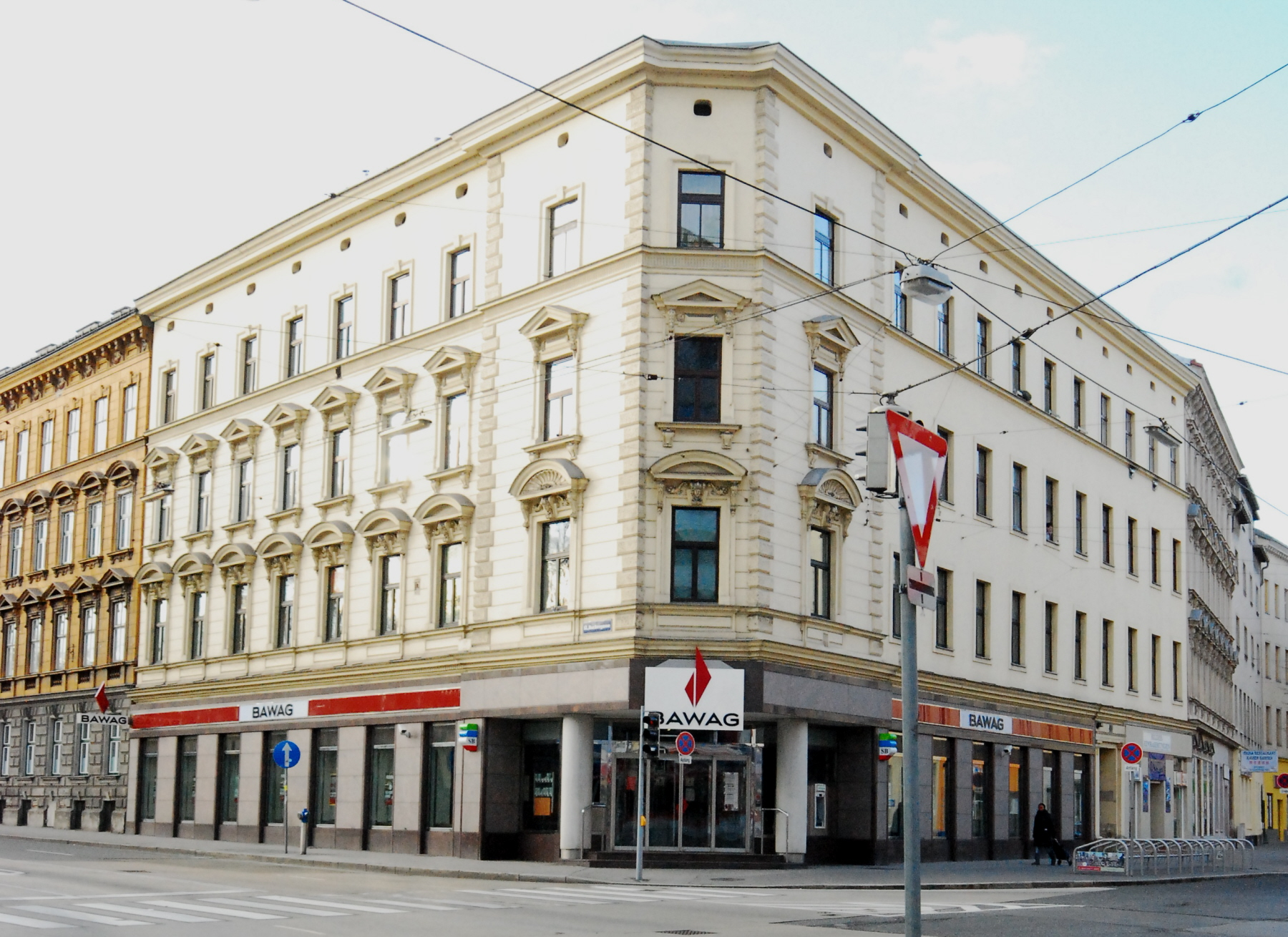
Ruckergasse 2
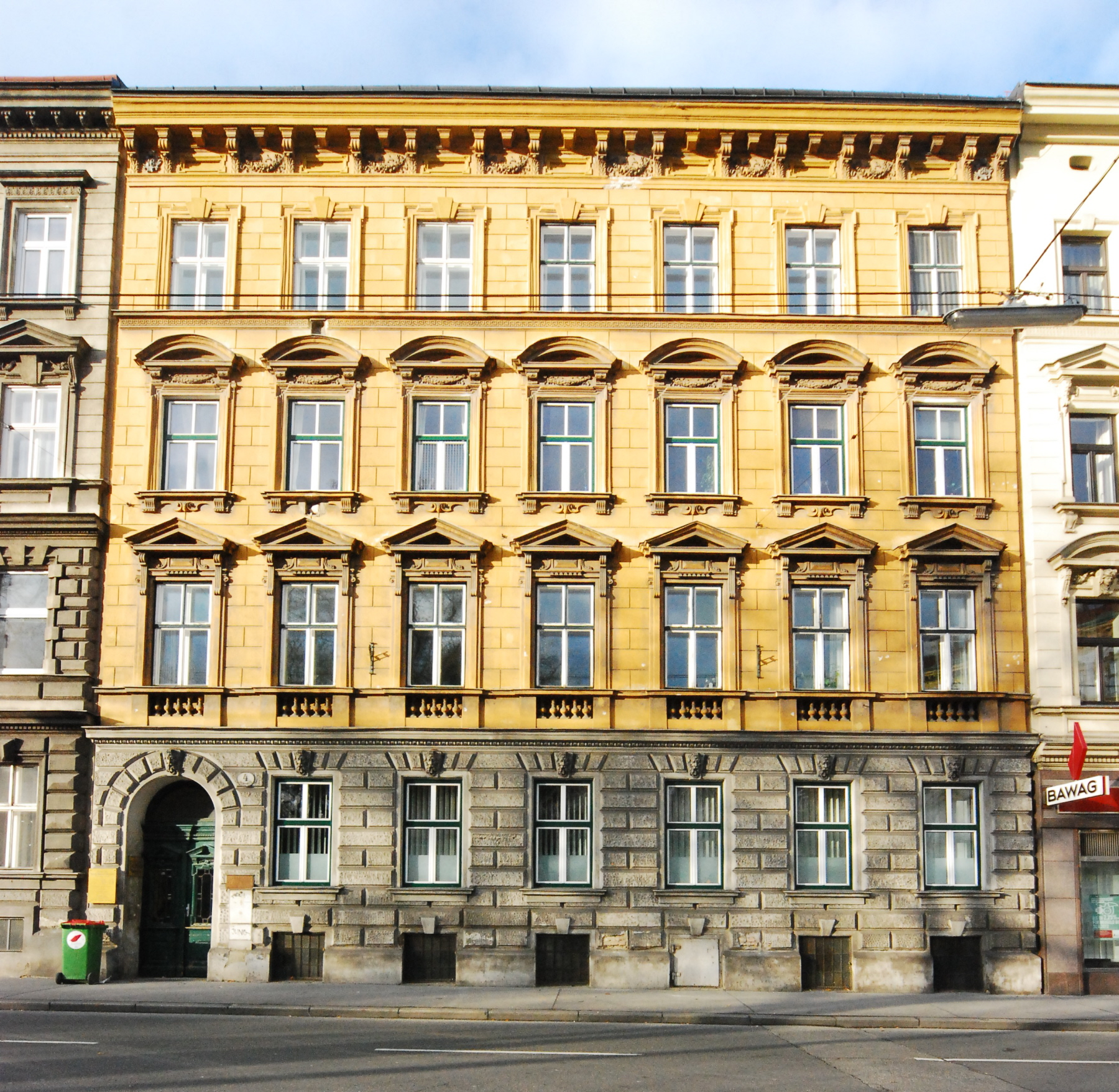
Ruckergasse 4
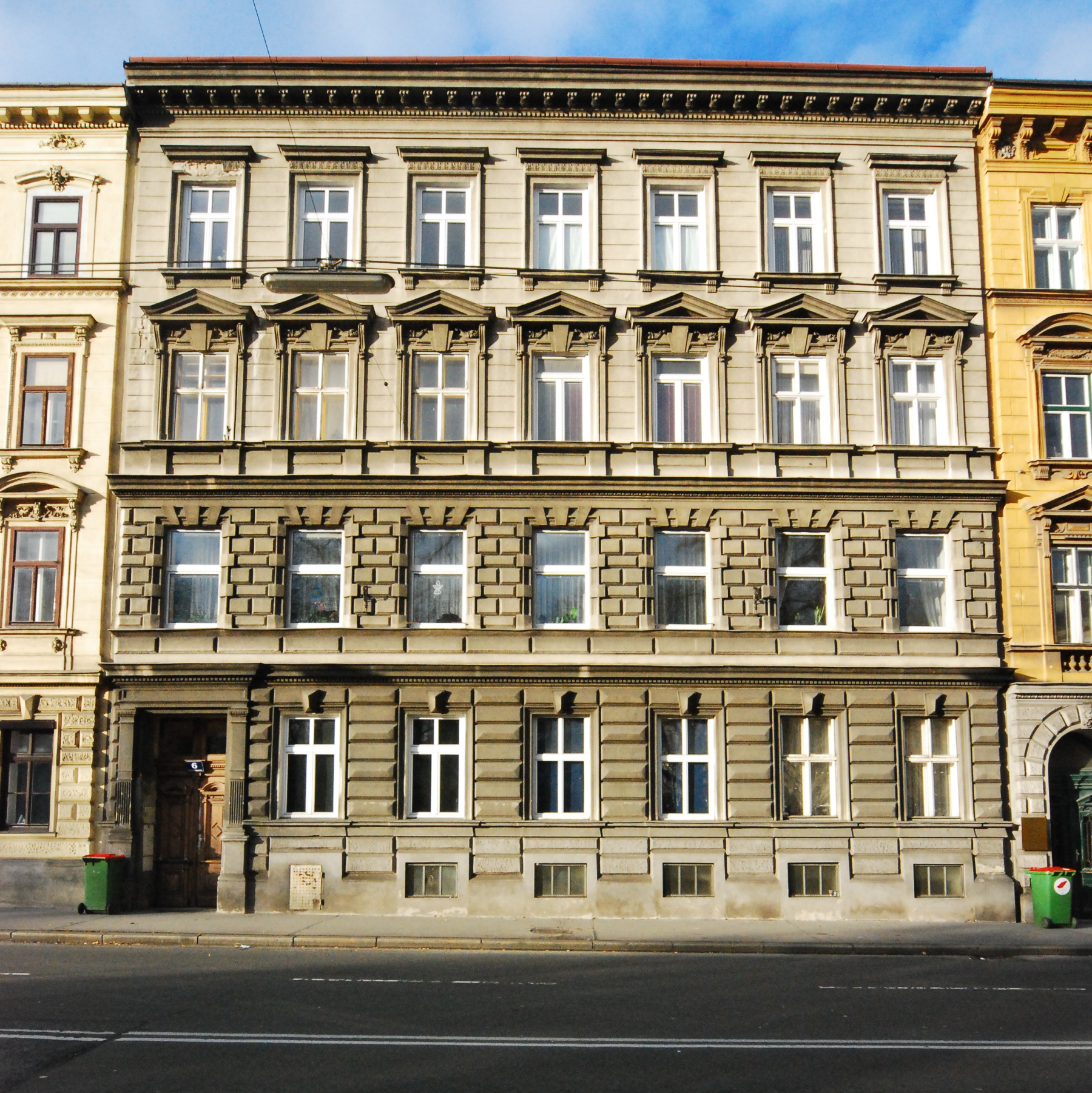
Ruckergasse 6
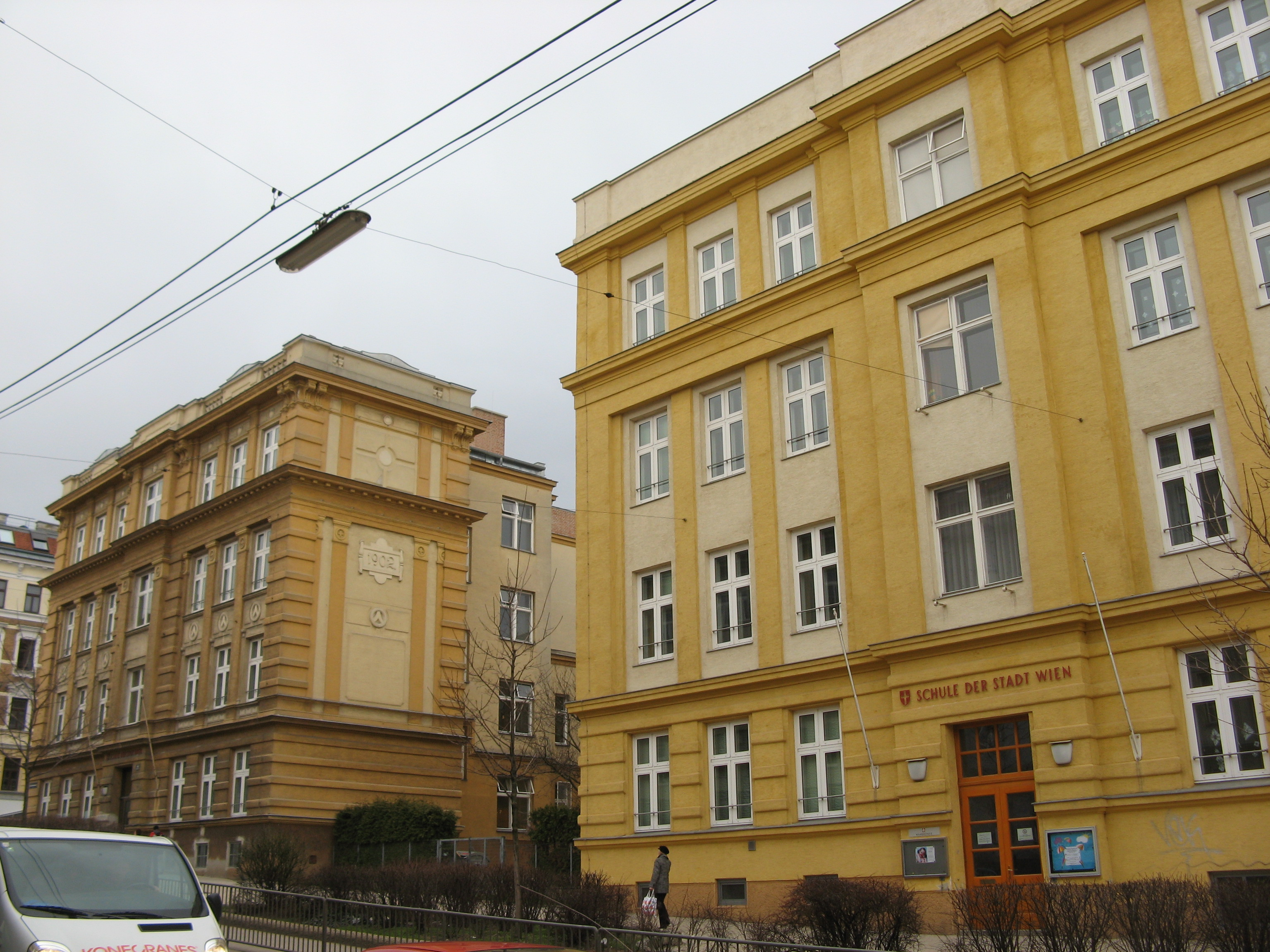
Ruckergasse 44
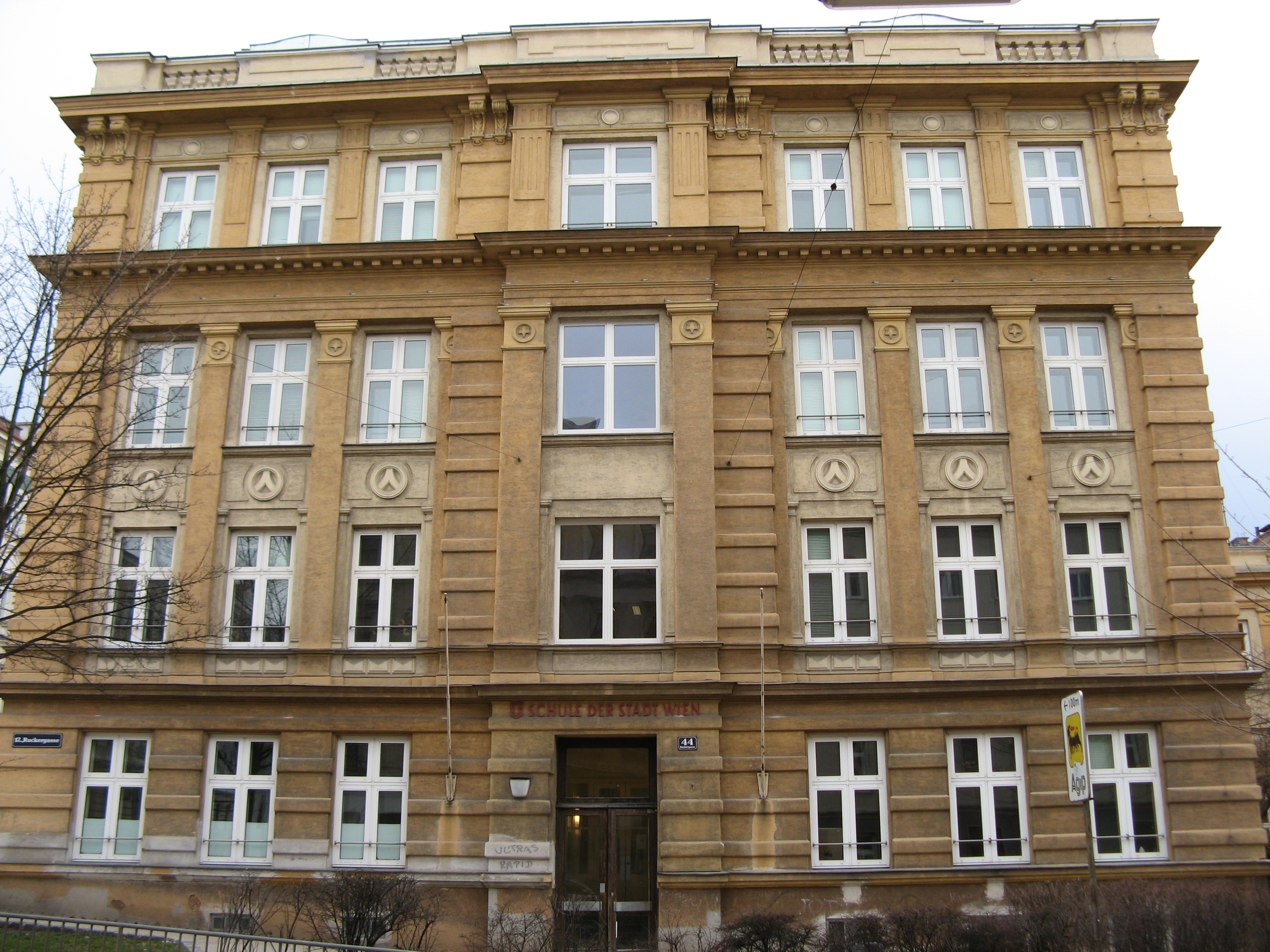
Ruckergasse 44
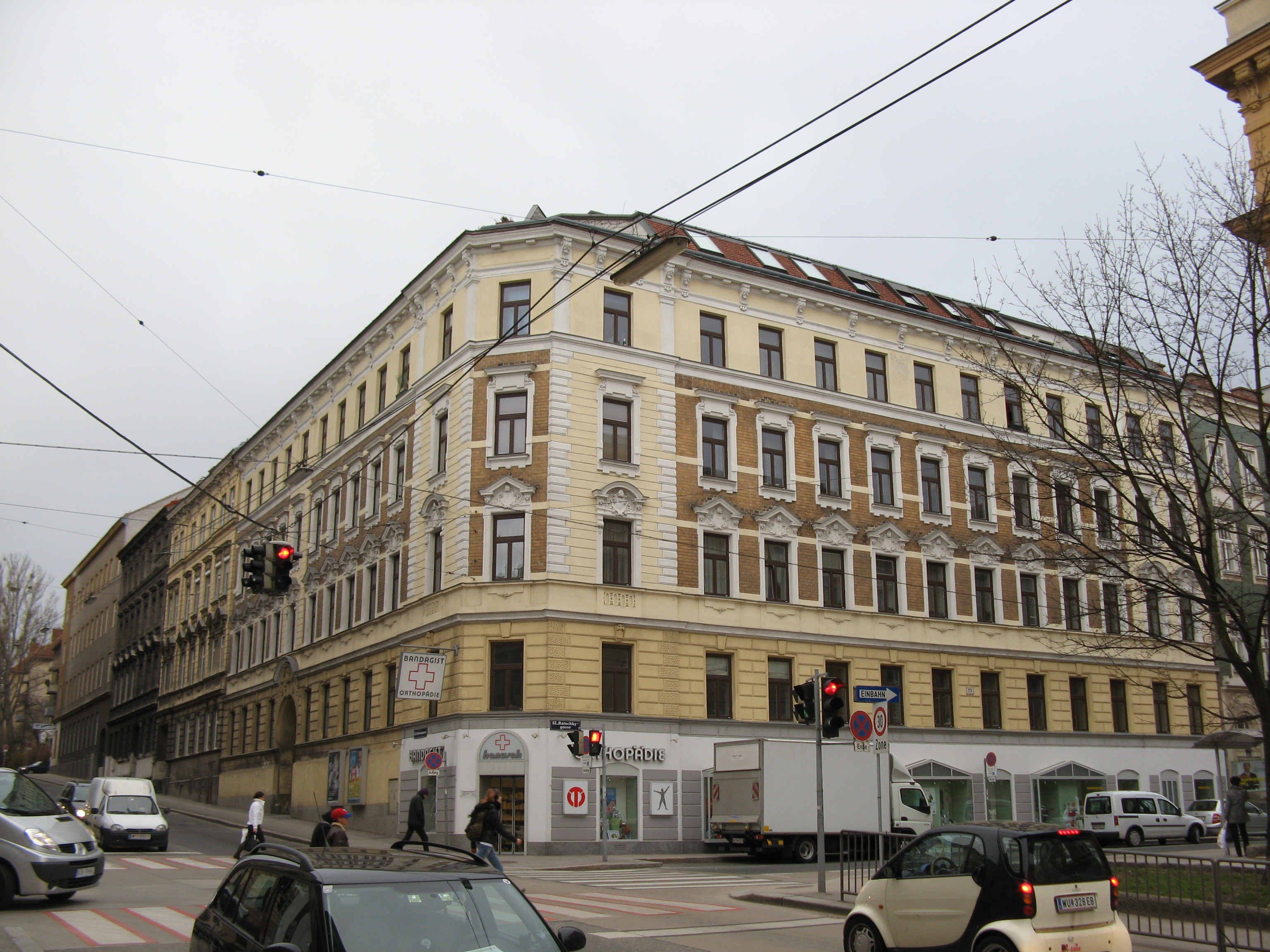
Ruckergasse 46
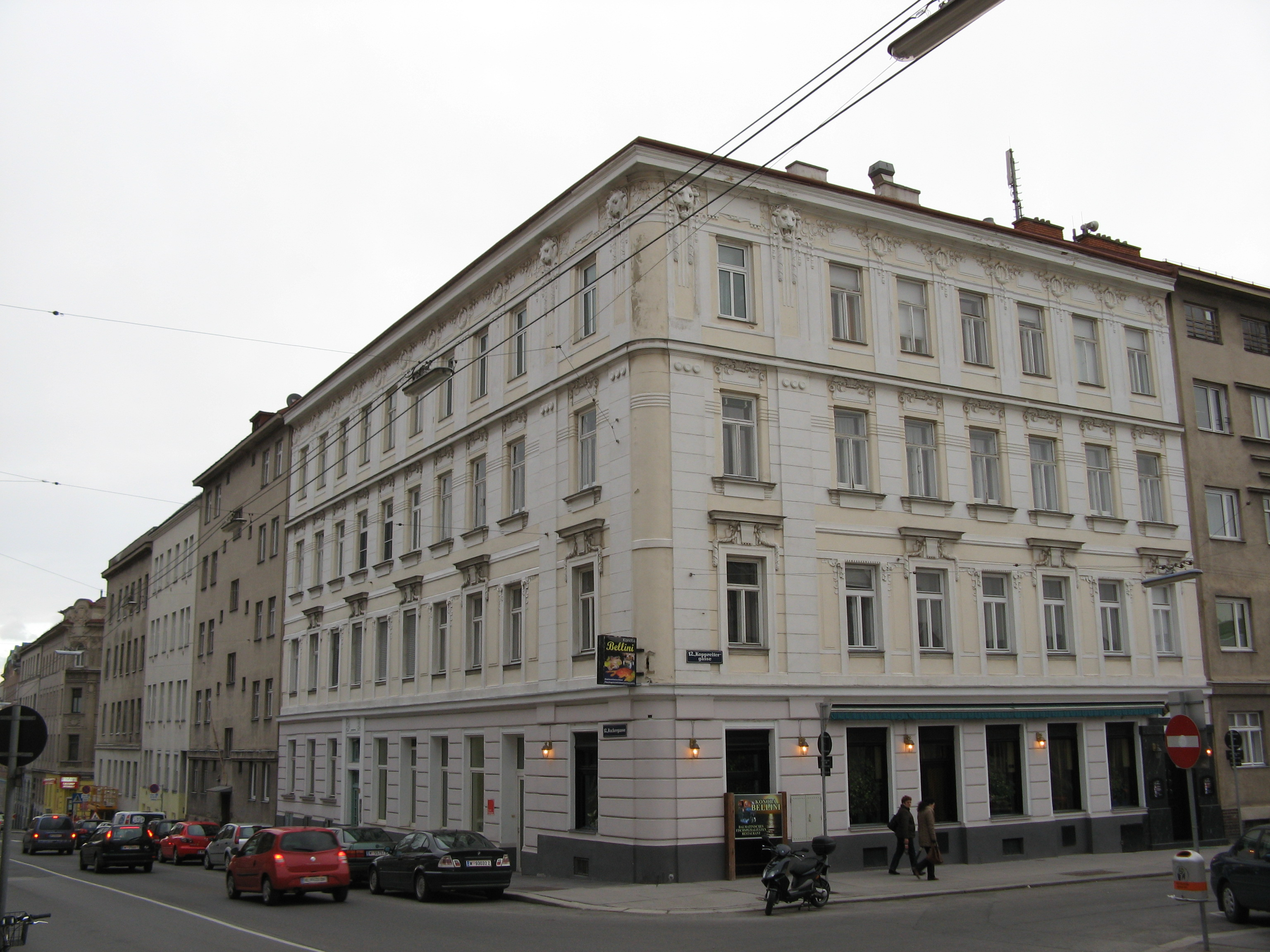
Ruckergasse 71
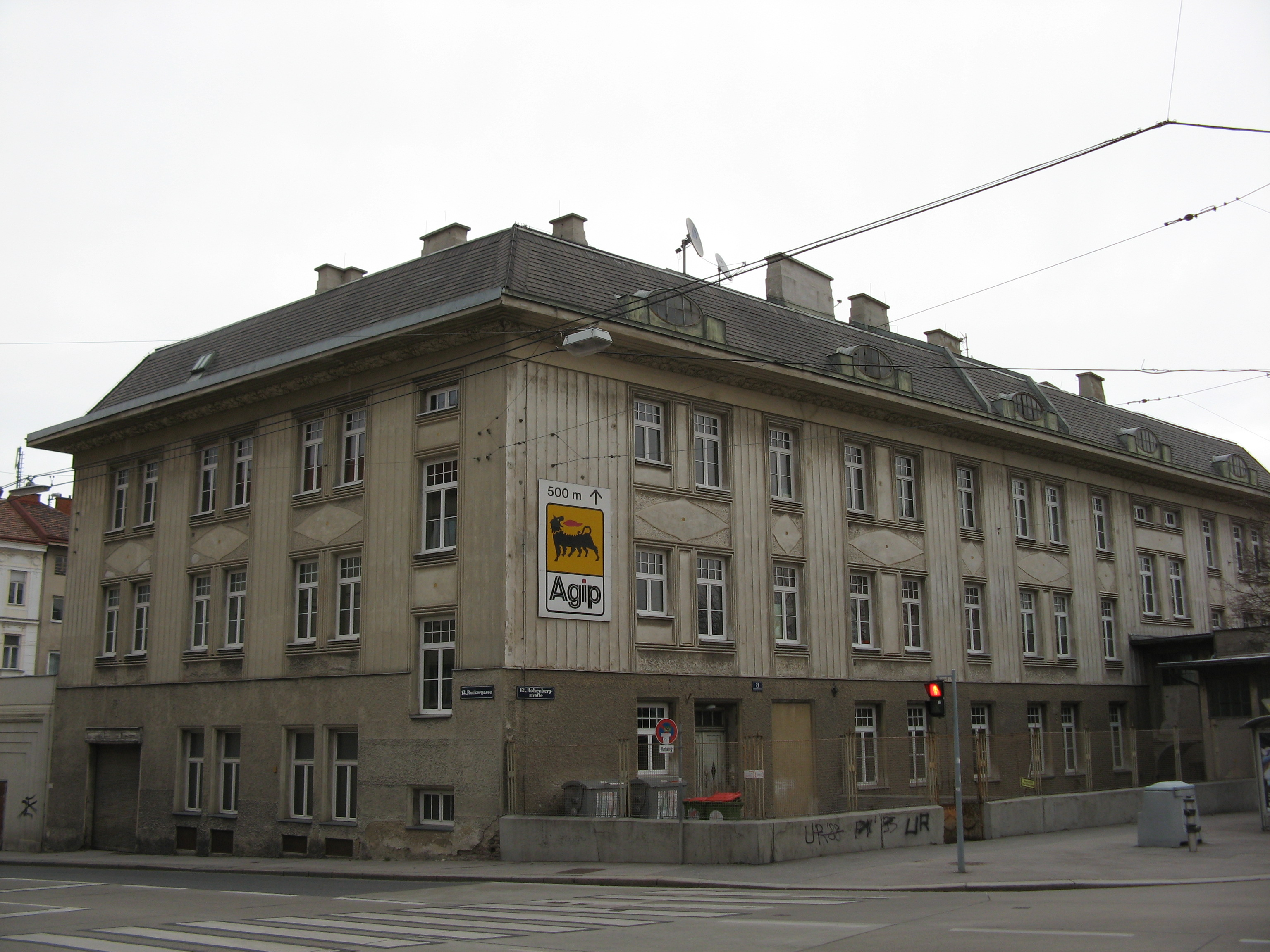
Ruckergasse 73